# Metoda łańcucha wartości M.E. Portera
Uzasadnienie: opisuje to samo zagadnienie
Metoda łańcucha wartości M. E. Portera
Metoda ta określana jest w literaturze przedmiotu jako analiza łańcucha wartości, łańcuch wartości czy model łańcucha wartości, jest koncepcją analizy wewnętrznej organizacji, opracowaną przez M. E. Portera pod koniec lat siedemdziesiątych XX wieku. Metoda ta jest jedną z metod analizy potencjału strategicznego organizacji. Ma ona swoje korzenie w dwóch znanych sposobach badania problemów przedsiębiorstwa. Pierwszy z nich to analiza wartości L. Milesa, klasyczna już metoda racjonalizacji systemów technicznych i organizacji. Drugi sposób to, stosowane przez firmę konsultingową McKinsey and Company, podejście do analizy przedsięwzięć rynkowych, zakładające, że są one pewnymi sekwencjami działań.
Metoda Portera pozwala na poznanie i zrozumienie całego zbioru relacji między systemem zasobów organizacji a poziomem osiągania przez nią przewagi konkurencyjnej. Umożliwia stwierdzenie na ile prowadzone przez organizację działania wspierają i przyczyniają się do osiągania przewagi konkurencyjnej.

## Pojęcie wartości
Kluczem do zrozumienia tej metody jest pojęcie wartości. Wartość – to ilość środków finansowych, którą nabywca gotów jest zapłacić za to, co dostarcza mu dostawca. Jest mierzona jako całkowity przychód przedsiębiorstwa. Pozycja firmy względem jej konkurentów opiera się na wartości. Dla dokonania analizy organizacji konieczne jest badanie sprawności różnych przedsięwzięć przez nią podejmowanych.

## Odmiany łańcucha wartości
- Zewnętrzny (jest skutkiem powiązań kooperacyjnych organizacji z jej dostawcami, dystrybutorami i nabywcami)
- Wewnętrzny (tworzony przez samą organizacje; jest skutkiem działań składających się na funkcje podstawowe i pomocnicze. Łańcuch wartości obrazuje tu dodawanie wartości produktu. Analizując poszczególne ogniwa łańcucha, można określić miejsca, w których organizacja nie spełnia tego warunku).

Model ten pozwala, zatem identyfikować te obszary funkcjonowania organizacji, które kreują jej przewagę konkurencyjną i generują wynik finansowy.

## Dwie propozycje metodyczne
1. Uproszczona
2. Rozwinięta – wyróżnia się następujące etapy postępowania badawczego:
• Badanie wykorzystania zasobów organizacji
Etap ten polega na zestawieniu czynności tworzących wartość. Czynności, które generują wartość, nie są od siebie niezależne. Dlatego konieczne jest poznanie powiązań między nimi i ich analiza. Wszystkie przedsięwzięcia tego etapu maja charakter przygotowawczy i zmierzają do wskazania tych kompetencji, które będą stanowić źródło przewagi konkurencyjnej organizacji.
• Analiza kosztów działalności
Ma na celu oszacowanie wpływu najistotniejszych czynników wyznaczających koszt funkcjonowania organizacji.
Koncepcja Portera uznaje 4 czynniki, za kluczowe determinanty kształtowania jej kosztów. Czynnikom tym odpowiadają kroki badawcze składające się na ten etap badania. Działania te mogą przesądzić o istotnej dominacji czynników zmniejszających koszty organizacji.
• Badanie funkcjonalności organizacji
Znacząca jest tu funkcjonalność organizacji. Działania tego etapu badania mogą wskazać na dominację czynników poprawiających funkcjonalność organizacji.
• Kontrola zasobów
Ma na celu rozstrzygnięcie na ile kontrola wspiera lub utrudnia budowanie przewagi konkurencyjnej organizacji. Również tu występują kroki badawcze do rozwiązania tego zadania badawczego: ustalenie zasobów tworzących wartość oraz identyfikacja ich rodzaju i miejsca w systemie łańcuchów wartości; ustalenie rodzaju kontroli zasobów
• Analiza finansowa organizacji
Jest wykorzystywana w toku analizy czynności tworzących wartość. Łańcuch wartości jest tylko jednym z jej elementów. Etap ten obejmuje następujące kroki działań:
1. Przyjęcie czynności tworzące wartość jako podstawy przeprowadzenia analizy finansowej.
2. Określenie kluczowych wskaźników opisujących typy analizy finansowej. Mamy 4 typy analizy finansowej, z którego każdy opisywany jest zestawieniem wskaźników.
3. Zebranie stosownych informacji, ustalenie wartości wskaźników oraz wyprowadzenie wniosków, co do kierunków budowania przewagi konkurencyjnej organizacji.